# Miller (Dakota del Sud)
Miller és una població dels Estats Units a l'estat de Dakota del Sud. Segons el cens del 2000 tenia 1.530 habitants.

## Demografia
Segons el cens del 2000, Miller tenia 1.530 habitants, 720 habitatges, i 406 famílies. La densitat de població era de 621,8 habitants per km².
Dels 720 habitatges en un 21,4% hi vivien nens de menys de 18 anys, en un 48,6% hi vivien parelles casades, en un 6,1% dones solteres, i en un 43,5% no eren unitats familiars. En el 41,9% dels habitatges hi vivien persones soles el 26,4% de les quals corresponia a persones de 65 anys o més que vivien soles. El nombre mitjà de persones vivint en cada habitatge era de 2,03 i el nombre mitjà de persones que vivien en cada família era de 2,77.
Per edats la població es repartia de la següent manera: un 19,1% tenia menys de 18 anys, un 4,4% entre 18 i 24, un 21,1% entre 25 i 44, un 22,1% de 45 a 60 i un 33,3% 65 anys o més.
L'edat mediana era de 49 anys. Per cada 100 dones de 18 o més anys hi havia 78,9 homes.
La renda mediana per habitatge era de 28.929 $ i la renda mediana per família de 39.293 $. Els homes tenien una renda mediana de 25.962 $ mentre que les dones 17.216 $. La renda per capita de la població era de 18.401 $. Entorn del 4,2% de les famílies i el 9,5% de la població estaven per davall del llindar de pobresa.

## Poblacions més properes
El següent diagrama mostra les poblacions més properes.